# ZNF763
ZNF763 (англ. Zinc finger protein 763) – білок, який кодується однойменним геном, розташованим у людей на короткому плечі 19-ї хромосоми. Довжина поліпептидного ланцюга білка становить 394 амінокислот, а молекулярна маса — 46 099.
| 10         |  | 20         |  | 30         |  | 40         |  | 50         |
| ---------- |  | ---------- |  | ---------- |  | ---------- |  | ---------- |
| MDPVACEDVA |  | VNFTQEEWAL |  | LDISQRKLYR |  | EVMLETFRNL |  | TSIGKKWKDQ |
| NIEYEYQNPR |  | RNFRSLIEGN |  | VNEIKEDSHC |  | GETFTQVPDD |  | RLNFQEKKAS |
| PEAKSCDNFV |  | CGEVGIGNSS |  | FNMNIRGDIG |  | HKAYEYQDYA |  | PKPYKCQQPK |
| KAFRYHPSFR |  | TQERNHTGEK |  | PYACKECGKT |  | FISHSGIRRR |  | MVMHSGDGPY |
| KCKFCGKAVH |  | CLRLYLIHER |  | THTGEKPYEC |  | KQCVKSFSYS |  | ATHRIHERTH |
| TGEKPYECQQ |  | CGKAFHSSSS |  | FQAHKRTHTG |  | GKPYECKQCG |  | KSFSWCHSFQ |
| IHERTHTGEK |  | PCECSKCNKA |  | FRSYRSYLRH |  | KRSHTGEKPY |  | QCKECRKAFT |
| YPSSLRRHER |  | THSAKKPYEC |  | KQCGKALSYK |  | FSNTPKNALW |  | RKTL       |

A: Аланін

C: Цистеїн

D: Аспарагінова кислота

E: Глутамінова кислота

F: Фенілаланін

G: Гліцин

H: Гістидин

I: Ізолейцин

K: Лізин

L: Лейцин

M: Метіонін

N: Аспарагін

P: Пролін

Q: Глутамін

R: Аргінін

S: Серин

T: Треонін

V: Валін

W: Триптофан

Задіяний у таких біологічних процесах, як транскрипція, регуляція транскрипції, альтернативний сплайсинг. 
Білок має сайт для зв'язування з іонами металів, іоном цинку, ДНК. 
Локалізований у ядрі.